# Prodotti alimentari tipici
L'Unione europea, con il Regolamento 1151/2012, ha creato un sistema di marchi per proteggere e promuovere i prodotti alimentari tipici dei Paesi membri. Il sistema si basa su tre livelli di protezione: la denominazione di origine protetta (DOP), l'indicazione geografica protetta (IGP) e la specialità tradizionale garantita (STG).
Questo sistema di marchi ha lo scopo, in tutti gli stati membri dell'Unione europea, di tutelare la reputazione dei prodotti agricoli europei; di proteggere le eccellenze agro-alimentari contro le imitazioni; di sostenere l'economia delle zone rurali; di tutelare il consumatore, informandolo sulle caratteristiche specifiche dei prodotti.
Tutti i prodotti agricoli e alimentari tutelati dal diritto europeo sono registrati su eAmbrosia, una banca dati ufficiale gestita dalla Direzione generale Agricoltura.

## Denominazione di origine protetta (DOP)
Tutela il nome di alimenti e bevande provenienti da una regione specifica e prodotti secondo un particolare processo di produzione tradizionale. Le materie prime devono provenire dalla regione di origine, dove occorre che avvengano anche tutte le fasi di produzione. È dunque il regime di protezione più severo garantito dal diritto europeo.

## Indicazione geografica protetta (IGP)

Il marchio IGP.

A differenza degli alimenti e bevande tutelati dal marchio DOP, per gli IGP nella regione di origine deve aver luogo almeno una parte della fase di produzione, lavorazione o preparazione.

## Specialità tradizionale garantita (STG)
Tutela alimenti e bevande tradizionali le cui ricette e lavorazioni sono tipiche di uno specifico territorio da almeno 30 anni, ma che, a patto di rispettare il disciplinare di produzione, possono essere prodotti anche al di fuori della regione di origine.

## La diffusione dei prodotti alimentari tipici
Nel 2019 lo Stato membro dell'Unione Europea che aveva registrato il maggior numero di prodotti alimentari tipici era l'Italia, con 299, seguita da Francia (249) e Spagna (146). In tutta l'Unione Europea i prodotti alimentari tipici erano 873.
Nel 2011 è avvenuto il riconoscimento del primo prodotto extraeuropeo: l'aglio dello Jinxiang (金乡大蒜S, Jīn Xiāng Dà SuànP) IGP originario della Cina.
Nel giugno 2018 i prodotti riconosciuti dall'Unione europea erano complessivamente 1423, di cui 633 DOP, 736 IGP e 54 STG.
| Paese             | DOP | IGP | STG     | Totale |
| ----------------- | --- | --- | ------- | ------ |
| Andorra           | 0   | 1   | 0       | 1      |
| Austria           | 10  | 6   | 1       | 17     |
| Belgio            | 3   | 11  | 5       | 19     |
| Bulgaria          | 0   | 2   | 5       | 7      |
| Cambogia          | 0   | 1   | 0       | 1      |
| Cina              | 4   | 6   | 0       | 10     |
| Cipro             | 1   | 4   | 0       | 5      |
| Croazia           | 10  | 9   | 0       | 19     |
| Danimarca         | 0   | 7   | 0       | 7      |
| Finlandia         | 5   | 2   | 3       | 10     |
| Francia           | 103 | 142 | 1       | 246    |
| Germania          | 12  | 78  | 0       | 90     |
| Grecia            | 76  | 30  | 0       | 106    |
| India             | 0   | 1   | 0       | 1      |
| Indonesia         | 1   | 0   | 0       | 1      |
| Irlanda           | 3   | 4   | 0       | 7      |
| Italia            | 167 | 126 | 2       | 295    |
| Lettonia          | 1   | 1   | 3       | 5      |
| Lituania          | 1   | 4   | 2       | 7      |
| Lussemburgo       | 2   | 2   | 0       | 4      |
| Norvegia          | 0   | 2   | 0       | 2      |
| Paesi Bassi       | 6   | 5   | 4       | 15     |
| Polonia           | 8   | 22  | 9       | 39     |
| Portogallo        | 64  | 74  | 1       | 139    |
| Regno Unito       | 26  | 41  | 4       | 71     |
| Rep. Ceca         | 6   | 23  | 5 (1+4) | 34     |
| Rep. Dominicana   | 0   | 1   | 0       | 1      |
| Romania           | 1   | 2   | 0       | 3      |
| Slovacchia        | 2   | 10  | 7 (3+4) | 19     |
| Slovenia          | 8   | 13  | 3       | 24     |
| Spagna            | 102 | 89  | 4       | 195    |
| Svezia            | 3   | 3   | 2       | 8      |
| Thailandia        | 0   | 4   | 0       | 4      |
| Turchia           | 2   | 1   | 0       | 3      |
| Ungheria          | 6   | 8   | 1       | 15     |
| Vietnam           | 1   | 0   | 0       | 1      |
| Totale (36 paesi) | 633 | 736 | 54*     | 1423*  |

*Repubblica Ceca e Slovacchia hanno quattro prodotti STG in comune

## Alcuni esempi di prodotti tipici nell'Unione europea
| Stato membro dell'UE | Prodotto DOP                                                                                                 | Prodotto IGP                                      | Prodotto STG         |
| -------------------- | --- | ------------------------------------------------- | -------------------- |
| Italia               | prosciutto di Parma, pecorino Sardo, mozzarella di bufala campana, grana padano, Parmigiano-Reggiano, asiago | lardo di Colonnata, pomodoro di Pachino, Panforte | mozzarella           |
| Francia              | Roquefort | Gruviera                                          | Cozze di Bouchot     |
| Spagna               | Idiazabal | Cecina de León                                    | Jamón serrano        |
| Grecia               | Feta | Uva sultanina di Creta                            |                      |
| Paesi Bassi          | Formaggio Gouda dell'Olanda settentrionale                                                                   | Formaggio di Gouda                                | Formaggio Boerenkaas |
| Belgio               | Burro delle Ardenne                                                                                          | Prosciutto delle Ardenne                          | Lambic               |